# جائزة الملك خايمي الأول
جائزة الملك خايمي الأول (المعروفة اليوم باسم جوائز ري خايمي الأول)، أنشئت عام 1989، بهدف تعزيز التقارب بين الدراسات والبحث العلمي، والربط بين المؤسسات العلمية والشركات لدعم البحث والتطوير العلمي في إسبانيا.  تمنحها كل من مؤسسة جوائز الملك خايمي الأول والمؤسسة البالنسية للدراسات المتقدمة.  
تُمنح الجوائز من قبل مؤسسة جوائز الملك خايمي الأول، التي أنشأتها خنراليداد بالنسيا ومؤسسة بالنسيا للدراسات المتقدمة بهدف تعزيز الجوائز والترويج لها. وهي جوائز وطنية النطاق، مفتوحة سنوياً، وتتضمن كل جائزة 100 ألف يورو، وميدالية ذهبية، ودبلومة. وسوف يشكلون أيضًا جزءً من المجلس الاستشاري الأعلى للبحث والتطوير التابع لرئاسة خنراليداد بالنسيا، ويقدمون المشورة لرئاسة خنراليداد بالنسيا بشأن مسائل البحث والتطوير والابتكار التكنولوجي.
في عامها الأول من التأسيس، ركزت فقط على البحث. وفي وقت لاحق، تمت إضافة مجالات مثل البحوث الأساسية، والاقتصاد، والبحوث الطبية، وحماية البيئة، والتقنيات الجديدة، والتخطيط الحضري، والمناظر الطبيعية، والاستدامة، وريادة الأعمال.
من الجدير بالذكر أن داخل لجنة الحكام كان يوجد مجموعه مكونه من 55 فرد من الحاصلين على جائزه نوبل. منذ عام 2023، تم دمج المؤسستين اللتين تدعمان جوائز الملك خايمي الأول في مؤسسة واحدة، والتي سميت  بمؤسسة بالنسيا لجوائز الملك خايمي الأول.